# Museo della Grande Guerra
Il Museo della Grande Guerra (in francese: Musée-historial de la Grande Guerre) è un museo situato presso Péronne, nel dipartimento della Somme. Il complesso ospita un museo di storia della prima guerra mondiale, un centro di ricerca internazionale e un centro di documentazione.